# Qatar ai Giochi della XXVIII Olimpiade
Il Qatar partecipò ai Giochi della XXVIII Olimpiade, svoltisi ad Atene, Grecia, dal 13 al 29 agosto 2004, con una delegazione di 15 atleti impegnati in quattro discipline.

## Delegazione
| Sport             | Uomini | Donne | Totale |
| ----------------- | ------ | ----- | ------ |
| Atletica leggera  | 10     | -     | 10     |
| Nuoto             | 1      | -     | 0      |
| Sollevamento pesi | 2      | -     | 0      |
| Tiro              | 2      | -     | 0      |
| Totale            | 15     | 0     | 15     |

## Risultati

### Atletica leggera
| Q | Qualificato al turno successivo per la Classifica in qualificazione                                                          |
| q | Qualificato per il turno successivo per ripescaggio o, negli eventi su campo, conquistando la misura minima per qualificarsi |

Maschile
Eventi su pista e strada
| Atleta                    | Evento       | Batteria  | Batteria   | Semifinale      | Semifinale      | Finale          | Finale          |
| Atleta                    | Evento       | Risultato | Classifica | Risultato       | Classifica      | Risultato       | Classifica      |
| ------------------------- | ------------ | --------- | ---------- | --------------- | --------------- | --------------- | --------------- |
| Majed Saeed Sultan        | 800 m piani  | 1'47"92   | 4º         | non qualificato | non qualificato | non qualificato | non qualificato |
| Abdulrahman Suleiman      | 1500 m piani | 3'42"00   | 11º        | non qualificato | non qualificato | non qualificato | non qualificato |
| Sultan Khamis Zaman       | 5000 m piani | 13'26"52  | 9º         | N.D.            | N.D.            | non qualificato | non qualificato |
| Musa Amer Obaid           | 3000 m siepi | 8'23"94   | 1º Q       | N.D.            | N.D.            | 8'07"18         | 4º              |
| Khamis Abdullah Saifeldin | 3000 m siepi | 8'17"89   | 1º Q       | N.D.            | N.D.            | 8'36"66         | 15º             |
| Ahmed Jumah Jaber         | Maratona     | N.D.      | N.D.       | N.D.            | N.D.            | 2h20'27         | 38º             |

Eventi sul campo
| Atleta                   | Evento         | Qualificazioni | Qualificazioni | Finale          | Finale          |
| Atleta                   | Evento         | Distanza       | Classifica     | Distanza        | Classifica      |
| ------------------------ | -------------- | -------------- | -------------- | --------------- | --------------- |
| Ibrahim Mohamedin        | Salto triplo   | 16,71 m        | 16º            | non qualificato | non qualificato |
| Abdulrahman Al-Nubi      | Salto in lungo | 7,41 m         | 37º            | non qualificato | non qualificato |
| Khalid Habash Al-Suwaidi | Getto del peso | 19,04 m        | 30º            | non qualificato | non qualificato |

Prove multiple – Decathlon
| Atleta              | Evento    | 100 m | Salto in lungo | Getto del peso | Salto in alto | 400 m | 110 m ostacoli | Lancio del disco | Salto con l'asta | Lancio del giavellotto | 1500 m | Finale | Classifica |
| ------------------- | --------- | ----- | -------------- | -------------- | ------------- | ----- | -------------- | ---------------- | ---------------- | ---------------------- | ------ | ------ | ---------- |
| Ahmad Hassan Moussa | Risultato | 10"79 | 7,04 m         | 13,32 m        | 1,82 m        | 48"73 | dnf            | dns              | -                | -                      | -      | dnf    | dnf        |
| Ahmad Hassan Moussa | Punti     | 907   | 823            | 687            | 644           | 874   | 0              | 0                | -                | -                      | -      | dnf    | dnf        |

### Nuoto
Maschile
| Atleta          | Evento             | Batteria  | Batteria   | Semifinale      | Semifinale      | Finale          | Finale          |
| Atleta          | Evento             | Risultato | Classifica | Risultato       | Classifica      | Risultato       | Classifica      |
| --------------- | ------------------ | --------- | ---------- | --------------- | --------------- | --------------- | --------------- |
| Anas Abu Yousuf | 400 m stile libero | 4'11"99   | 43º        | non qualificato | non qualificato | non qualificato | non qualificato |

### Sollevamento pesi
Maschile
| Atleta             | Evento           | Strappo   | Strappo    | Slancio   | Slancio    | Totale | Classifica |
| Atleta             | Evento           | Risultato | Classifica | Risultato | Classifica | Totale | Classifica |
| ------------------ | ---------------- | --------- | ---------- | --------- | ---------- | ------ | ---------- |
| Nader Sufyan Abbas | −77 kg maschile  | 160       | =5º        | 195       | =7º        | 355    | 8º         |
| Said Saif Asaad    | −105 kg maschile | 192,5     | =2º        | 225       | r          | 192,5  | r          |

### Tiro a segno/volo
Maschile
| Atleta            | Evento      | Qualificazioni | Qualificazioni | Finale          | Finale          |
| Atleta            | Evento      | Punteggio      | Classifica     | Punteggio       | Classifica      |
| ----------------- | ----------- | -------------- | -------------- | --------------- | --------------- |
| Rashid Al-Athba   | Double trap | 132            | 11º            | non qualificato | non qualificato |
| Nasser Al-Attiyah | Skeet       | 122            | =3º Q          | 25 (9)          | 4º              |